# Viceregatul Peru
Viceregatul Peru (spaniolă Virreinato del Perú) a fost un district administrativ colonial spaniol creat în 1542 care inițial conținea majoritatea regiunilor coloniale spaniole din America de Sud, fiind condus din capitala Lima. Viceregatul Peru a fost unul dintre cele două viceregate spaniole din America în secolele XVII-XVIII.
Totuși, Spania nu a rezistat expansiunii portugheze a Braziliei de-a lungul meridianului. Odată cu mișcările de independență, în locul viceregatului s-au format țările moderne: Peru, Chile, Columbia, Panama, Ecuador, Bolivia, Paraguay, Uruguay, Argentina, Guyana și Trinidad-Tobago.

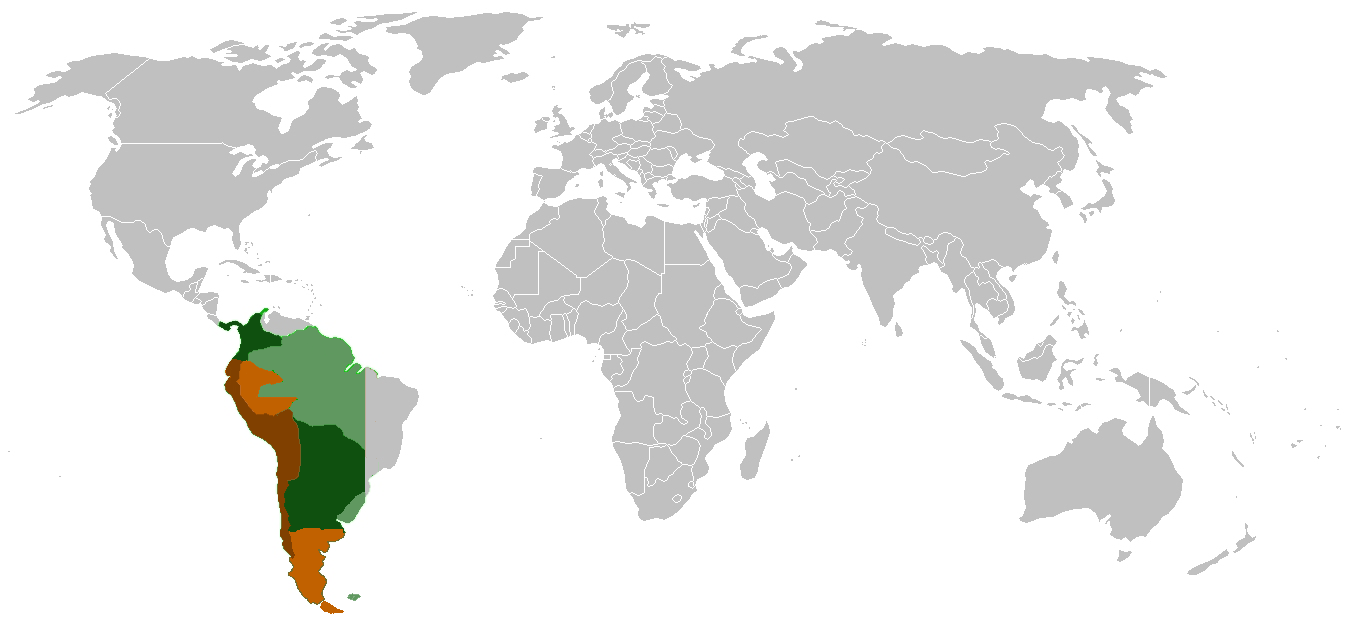
Suprafața colorată (toată): extinderea maximă teoretică la momentul creării în 1542. Cu verde închis - extinderea maximă reală cca. 1650, cu verde deschis - teritorii necontrolate efectiv de către Spania, și cu maro - Viceregatul în 1816

Subdiviziunile audiencia ale Viceregatului Peru cca. 1650.